# Храна
Храна са веществата, потребявани от живите организми, за да поддържат жизнените процеси в себе си и да получават нужната енергия за тях. Храната включва хранителни вещества и питейна вода. Нейно основно предназначение е снабдяването на организма с химически свързана енергия. Храните най-често имат естествен (растителен или животински) произход и съдържат въглехидрати, мазнини, белтъчини (протеини), витамини, минерали и баластни вещества. Храните се преработват от организма, след което в преработен вид се усвояват от клетките на организма, за да произвеждат енергия, поддържат живота и насърчават растежа.
При развитието си човечеството се е снабдявало с храна по два начина:
1. чрез ловуване и/или отглеждане (опитомяване) на животни;
2. чрез земеделие (събиране на растителна продукти като плодове, ядки, корени, както и засаждане, отглеждане и добив на растително производство).

Днес по-голямата част от храните, нужни за постоянно нарастващото население, се набавят чрез селскостопанска дейност и хранително-вкусовата промишленост.
Правото на храна е човешко право произлизащо от Международен пакт за икономически, социални и културни права (чл. 11, ал. 1 и 2). Пактът признава правото на адекватен стандарт на живот, включително адекватно хранене. Също така и фундаменталното право на свобода от глад (ООН, 16-12-1966).
Здравословното хранене е свързано с редовно ежедневно хранене, през приблизително равноотдалечени интервали от време. Здравословното хранене трябва да включва умерени, но разнообразни по съдържание и количества храна, съобразени с индивидуалните потребности.
Исторически обусловено, в различни култури се спазват различни възгледи, традиции и начини (способи) за приготвяне, сервиране и консумиране на храна. Тези възгледи изграждат и оформят представите за кухните на различните народи, както и за кулинарните традиции в по-широк план.
Българският възглед е част от общоевропейските порядки, които в съвременното общество са част от глобализиращите се норми, възприети в систематизирането на концепциите за „Световна кухня“.
Основните групи храни са от растителен произход. Най-ценните са плодовете и зеленчуците. Ястията, приготвяни само от зеленчуци в традиционната българска кухня са наричани леки или постни. В глобален възглед това са всички включени във вегетарианските храни.
Втората група храни са тези от животински произход, които са източник на белтъчини (протеини) – яйцата, млякото и млечни продукти. Не съществува ясна концепция, относно включването на продукти от тази група във вегетарианските храни. В българската кухня, включване на белтъчини от животински произход (яйца, мляко, млечни изделия) е приемливо за вегетарианска кухня.
Третата група храни (като хранителни продукти) са мазнините. Те се делят на такива от животински произход и мазнини от растителен произход. Когато се говори за непреработен вид те се наричат мас /мазнина от животински/ или масло /от растителен или млечен произход/. Не всички растителни масла са продукт за храни.
Неосновна група храна е тази, на храна от месо, придобито от плътта на умъртвени животни. Съществуват много концепции, които постулират, че тези храни могат да бъдат изключени изцяло от хранителния режим на хората и доста индивиди и общества спазват тези принципи. Но европейският, както и световният възглед е, че храненето с месо от животни е исторически дълго наложен навик, който не е приемливо да се премахва или забранява. Българските традиции през вековете са налагали периоди, в които месата са изключвани от храната за определени кратки или по-дълги сезонни периоди, като обичаят се нарича „постене“ или „пости“. Тези обичаи са следствие на комбинирани ритуали от езически и православни канони. Съществуват твърдения, че подобен режим се отразява здравословно на организма.
Относно дневния режим в начините на хранене – българите възприемат три вида хранене – закуска (закусване), обяд (обядване, обедно хранене) и вечеря (вечерно хранене). Закуските могат да бъдат няколко, като за основна се смята сутришната (ранна или първа закуска). Обядът е съставен от три блюда – предястие, ястие и десерт. Предястие е първото ястие, което се поднася. Обикновено е нещо леко (супа, салата). След него идва основно. И накрая е десерта. Той обикновено е някакъв сладкиш, плод или подсладен продукт (като плодово кисело мляко или сладка извара). На вечеря обикновено не се поднасят течни предястия, освен в случаите, когато такива се приготвят като основно вечерно ястие /обикновено през зимния период: пилешка супа, шкембе чорба, супа с макаронени изделия и др/. От вечерното меню често се изключва и десерта.

## Произход на думата
Думата произлиза от старобългарската храна, която е от общославянската *xorna, за която се предполага, че е заемка от иранските езици. Дерксен я свърза с авестийската дума *xᵛarəna, със значение на „храна“.

## Определение
Едно определение за храна се дава от регламента на Европейския съюз: „РЕГЛАМЕНТ (ЕО) No 178/2002 НА ЕВРОПЕЙСКИЯ ПАРЛАМЕНТ И НА СЪВЕТА от 28 януари 2002 година за установяване на общите принципи и изисквания на законодателството в областта на храните, за създаване на Европейски орган за безопасност на храните и за определяне на
процедури относно безопасността на храните“, а именно:
| „ | В член 2 се казва: По смисъла на настоящия регламент „храни“ (или „хранителни продукти“) означава всяко вещество или продукт, независимо дали е преработен или не, частично преработен или непреработен, който е предназначен за или основателно се очаква да бъде приеман от хора. Понятието „храни“ включва напитки, дъвки и всякакви вещества, включително вода, които са умишлено вложени в храните по време на тяхното производство, приготовление или обработка. То включва водата след точката на съответствие, съгласно определението в член 6 от Директива 98/83/ЕО и без да се засягат изискванията на Директиви 80/778/ЕИО и 98/83/ЕО. Понятието „храни“ не включва: * фуражи; * живи животни, освен ако не са подготвени за пускане на пазара за консумация от човека; * растения преди прибиране на реколтата; * медицински продукти по смисъла на Директиви 65/65/ЕИО и 92/73/ЕИО (2) на Съвета; * козметични средства по смисъла на Директива 76/768/ЕИО на Съвета (3); * тютюн и тютюневи изделия по смисъла на Директива 89/622/ЕИО на Съвета (4); * наркотични или психотропни вещества по смисъла на Единната конвенция на Обединените нации за наркотичните вещества от 1961 г. и Конвенцията на Обединените нации за психотропните вещества от 1971 г.; * остатъчни вещества и замърсители. | “ |

## Хранителна стойност
Хранителната стойност характеризира полезните качества на всяка една храна. Определя се от съдържанието и количеството на различните видове хранителни вещества, достъпността и усвояемостта им.
Хранителната стойност бива:
- Биологична стойност – определя се от съдържанието и количеството на незаменимите хранителни вещества и от тяхната степен на усвояемост.
- Енергийна стойност – това е количеството енергия, което се освобождава в организма при биологичното окисление на въглехидратите, мазнините, белтъците, органичните киселини и алкохолите.

## Хранителни източници
Почти всички видове храна са от растителен или животински произход. Житните съставляват основната храна, осигуряваща повече от хранителната енергия от всички други култури в световен мащаб. Пшеница, царевица и ориз – с всичките си форми – съставляват 87% от всички житни култури по света.
Съществуват и други видове храни, които не са от растителен или животински произход. Такива са например гъбите, както и множество различни микроорганизми използвани в процеса на приготовление на храната. Дрожди и различни видове бактерии се използват за производството на най-разнообразни ферментирали продукти – хляб, алкохолни напитки, сирене, кисело мляко, туршии и редица други неразпространени в България храни. Друг интересен пример е синьо-зеленото водорасло Spirulina. В храната се използват и някои неорганични субстанции като сода за хляб и тартаров крем.

### Растения
Много растения или растителни части се използват като храна. Съществуват над 2000 растителни вида, които се отглеждат за храна, като много от тях имат по няколко различни сорта, а някои като например ябълката даже стотици културни сорта разработени за различни вкусове и видове използване.
Семената на растенията са отличен хранителен източник както за животните така и за човека. Те съдържат множество, необходими за началния растеж на растението, вещества изключително нужни и полезни като омега-3 мастни киселини. Преобладаващата част от консумираната от хората храна е производна на семената. Ядливите семена включват житни (царевица, пшеница, ориз и други), бобови (фасул, грах, леща, и други) и ядки. Маслодайни култури често се отглеждат за производството на растително масло – слънчоглед, лен, рапица, сусам и други
Семената са богати на ненаситени мастни киселини, поради което често са определяни като здравословни и полезни, като се има предвид, че не всички семена са ядливи. Някои семена, като тези на лимона, представляват опасност от задавяне, а други като тези от ябълка и череша съдържат отровен цианид в неголеми количества.
Плодовете представляват „яйчниците“ на растенията, в които се развиват семената. Много растения са еволюирали така, че да произвеждат плодове, привличащи животните като храна, а те от своя страна след като ги изядат разнасят семената на растенията на далечно разстояние. Плодовете са голяма част от хранителната диета на повечето човешки култури. Някои, от ботаническа гледна точка, плодове като домат, пипер, патладжан и тиквички и други, се възприемат и консумират като зеленчуци.
Зеленчуците са втори тип растителна биоматерия широко използвана като храна. Към тях се числят кореноплодните (морков), листни зеленчуци (спанак и маруля), стъблени зеленчуци (бамбук и аспержи), както и такива чиято консумируема част е цвета (артишок и броколи).

### Животни
Животните се използват като източник на храна директно или индиректно чрез различни свои продукти. Месото е пример за директно използване на животните за храна. То се добива от мускулите на животните. Вътрешните органи (карантия) и кожата също са хранителен източник. Животински продукти използвани от хората за храна включват мляко, произведено от млечните жлези, което в много култури се ползва директно за пиене или за производството на различни продукти (сирене, масло, извара и други). В допълнение птиците и други животни снасят яйца, използвани за ядене, а произвеждания от пчелите мед, се използва за подсладител и храна на много места по света. В много култури, включително и в България за консумация се ползва и животинската кръв. В България от нея се приготвя кървавица, по света се използва за сгъстяване на сосове, като лечебно средство, във времена на глад, както и за направа на специални наденички подобни на кървавицата.
Някои хора и при някои култури не се позволява или доброволно се изключва консумацията на месо и животински продукти, въз основа на културни, здравословни, хранителни, етични или идеологични причини. Вегетарианството изключва употребата на месо, а веганството на всякакви животински продукти.

### Хранителни добавки
Хранителните добавки са вещества, които се добавят към храната за подобряване на нейните вкусови качества, трайността или външния и вид.
Като хранителна добавка се приемат и овкусители, които не са същински растителни подправки, като например готварска сол, захар, оцет, но традиционно се наричат подправки.
Към хранителните добавки се причисляват и множество химични съединения, част от тях с изкуствен произход. Тези добавки обикновено подобряват трайността (консерванти) или вкусовите качества на храната, или се използват като изкуствени оцветители или ароматизатори.

## Хранителни изделия
Хранителните изделия са храни, получени при обработката на основните хранителни източници. За обработката виж по-долу. Към тях спадат всички видове сладкиши, включително и захарните изделия, ястия, печива, включително и всички тестени изделия, яхнии, гозби, кремове, мусове и др.

## Безопасност на храните
Хранителните неразположения, широко известни като „хранително отравяне“, се причиняват от бактерии, токсини, вируси, паразити и приони. Приблизително седем милиона хора загиват вследствие на хранителни отравяния всяка година, а десет пъти повече страдат от по-леки нефатални форми. Двете основни причини за хранителните неразположения са замърсяването на готова за консумация храна с друга не третирана храна или неправилен температурен контрол. По-рядко, остра реакция може да се причини от химически замърсявания по храната, резултат например от неправилно съхранение или употребата на неподходящи за третиране на храната миещи агенти и дезинфектанти. Храната също така може да бъде замърсена с редица най-различни предмети (наричани „чуждо тяло“) по време на отглеждането, обработката, пакетирането, търговията и готвенето. Тези чужди тела могат де включват паразити и техните изпражнения, косми и козина, цигарена пепел, дървени стърготини и много други. Възможно е и някои видове храна да се замърсят при съхранение в неподходящи съдове като съдове с оловно покритие.
Хранителното отравяне се счита за болестно състояние още от времето на Хипократ. Продажбата на гренясала, замърсена или изкуствено подобрена храна е широко разпространено до въвеждането на някои хигиенни норми, замразяването и контрол върху вредителите през 19 век. Откриването на техниките за унищожаване на бактериите и другите микроорганизми чрез топлина, спомага за развитието на модерните санитарни стандарти, които са застъпени повсеместно в развитите държави.
Важен дял за избягване на хранителните отравяния има използването на чисти места за приготовлението на храната, където различните хранителни продукти се държат отделно, правилната температура на готвене както и съхраняването на сготвената храна в хладилник.
Храни, които се развалят лесно като месо, млечни продукти и морски дарове трябва да се приготвят по-сигурна технология, за да се избегне заразяването на хората, за които са предназначени. Основното правило е, че студените храни (като млечните продукти) трябва да се съхраняват на студено, а топлите храни (като супи) да се поддържат топли до консумацията. Студени меса не трябва да се оставят да се размразяват на стайна температура поради риска от развитието на патогенни бактерии като Salmonella или E. coli.

### Алергии
Някои хора имат алергия или повишена чувствителност към някои храни, които не са проблематични за мнозинството. Това се получава, когато имунната система погрешка приема определен протеин от храната за зловредно настроен вреден патоген. Около 2% от възрастните и 8% от децата имат хранителна алергия. Количеството храна необходима да провокира алергична реакция при чувствителните хора е доста малко. Така например, дори само следи от храната във въздуха, толкова малки, че не създават аромат, са способни да индуцират летален шок при особено чувствителни индивиди. Най-честите алергени са глутен, царевица, миди, фъстъци и соя. алергените бързо отприщват симптоми като диария, обрив, оток, гадене и повръщане. Храносмилателните проблеми обикновено се появяват до половин час след консумацията на алергена.
Рядко хранителните алергии могат да доведат до животозастрашаващи състояния като анафилактичен шок, хипотензия (ниско кръвно налягане), загуба на съзнание. Най-често такива състояния се предизвикват от фъстъци, макар че латексовите продукти могат да предизвикат същите реакции. Началното действие при такива състояния е прилагането на епинефрин (адреналин), често носен от алергичните хора под формата на писалка подобна на инсулиновите.

### Други здравни проблеми
В храната, произвеждана в съвременното растениевъдство и животновъдство могат да се съдържат различни видове замърсители, които водят до редица здравословни пролеми:
- Пестициди: използването на пестициди при производството на селскостопанска продукция не може да бъде контролирано, особено при глобалния пазар на тази продукция. Голяма част от остатъчните пестициди откривани в зеленчуците и плодовете са канцерогенни и често не могат да се отстранят лесно с измиване.
- Антибиотици: При отглеждането на животните за храна се използват превантивно антибиотици, особено когато отглеждането се извършва във ферми с голяма концентрация на животни на едно място. От това въздействие на антибиотиците могат да развият устойчиви към антибиотици причинители на болести, които да предизвикат тежки болести в консумиращите продуктите на животновъдството хора. Поради това Европейската агенция за лекарствени средства ограничава от юли 2013 г. използването на силни антибиотици за превантивно лечение в областта на животновъдството.[16]
- Хормони: Все по-голямо количество хормони попада в околната среда и по-късно в хранителната верига на растенията и животните. Пример за това са хапчетата против забременяване (английски: Anti-Baby-Pille), чиито химически съставки не се разграждат от пречиствателните станции. Чрез пречистената отпадна вода тези химически съставки се връщат в природата и от там могат да попаднат в храната и питейната вода. Използването на хормони на растеж в храната на някои животни с цел бързо нарастване на теглото и намаляване на разходите за храна на отглежданите животни на килограм продукция води от своя страна до директно предаване на тези хормони в храната на хората.
- ГМО: използването на генно-модифицирани растения и животни независимо от мястото им в хранителната верига води до неизвестни взаимодействия с генната система на човешкия организъм и промени в нея.

## Вкус на храните
Хората могат да разпознават пет различни вкуса които са: сладко, солено, кисело, горчиво и умами. С еволюцията на животните и човека, вкусовете на храните, които дават най-много енергия (сладко и мазнини) са най-приятни за ядене. Други като горчивите например не са толкова приятни за ядене и това се използва и за педотвратяване на консумацията на някои вредни храни.

### Сладко
Считан за най-приятния вкус, сладостта, почти винаги, произлиза от тип проста захар – глюкоза или фруктоза или от дизахариди като захарозата, чиято молекула е комбинация от тези на глюкозата и фруктозата. Сложните въглехидрати имат дълги вериги, затова не са сладки. Изкуствени подсладители като сукралозата се използват, за да имитират захарната молекула, създавайки сладък вкус без калории. Друг вид захар е кафявата (или суровата) захар. Тя е известна със светлокафявия си цвят, тъй като е необработена.
Растението стевия съдържа вещество известно като стевиол. Екстрактът от стевиа е 300 пъти по-сладък от захарта, но има минимално влияние върху кръвната захар.

### Солено
Солеността е вкусът на алкало-метални йони като натрий и калий. Солта се съдържа в почти всички храни в малки до средни количества, за да подобри вкуса им. Има много различни видове сол – морска сол, цвете от сол (от френски fleur de sel – произнесено „фльор дьо сел“), сол кошер, миннодобивна сол и сива сол, като всеки от тях е солен в различна степен. Освен за подобряване на вкусовите качества, солта играе важна роля в човешкия организъм за поддръжка на електролитния баланс, което е функция на бъбреците. Солта може да е йодирана, което се получава като се добави йод, необходим за правилната функция на щитовидната жлеза. Някои консерви като супи и бульони имат високо съдържание на сол, което спомага за по-дългото им съхранение. Историята сочи, че солта е използвана за консервиране на месо, защото извлича съдържащата се в него вода като по този начин го консервира.

### Кисело
Киселинността е породена от киселините, като най-често срещаните са оцет и цитрусови плодове. Киселото има еволюционно значение, защото е признак, че храната гние поради наличието на бактерии. Много от храните са леко кисели, което стимулира вкусовите рецептори в устата.

### Горчиво
Горчивината често се смята за неприятна. Чист черен шоколад, кафе, лимонена кора и някои плодове се считат за горчиви.

### Умами
Умами, японската дума за вкусно е малко позната в европейската култура, но има голяма традиция в азиатската кухня. Умами е вкусът на глутаматът, специално на мононатриев глутамат. Характеризира се като ароматен, плътен, и богат на вкусове продукт. Сьомгата и гъбите са храни с висока стойност на умами. Необходимо е да се отбележи, че някои научни изследвания подлагат на критики употребата на мононатриев глутамат (известен като китайска сол) за овкусител поради редица потенциални опасности.

## Лютиво
Лютивото, което се усеща в действителност, не е вкусово усещане на въздействието върху вкусовите рецептори, а е усещане за болка върху езика, предизвикано от определени субстанции по правило капсаицини (съдържащи се в лютия червен пипер). Това въздействие се извършва върху рецептори за болка и горещина. Създава усещане за затопляне или парене. Същите рецептори реагират и на температури над 43 °C т.е при горещи ястия, при което си изгаряш езика.
Първоначално изглежда безсмислено да се използват лютиви храни, които на практика въздействат върху рецепторите за болка. Една от причините е, че по този начин се повишава чувствителността на вкусовите рецептори и по-добре се усещат по-добре вкусовете сладко, кисело, горчиво, солено и умами.
Друга причина е, че лютивата храна отваря порите на тялото и предизвиква потене, чрез което се намалява температурата на тялото. Това е една от причините да се яде лютива храна в страните с горещ климат. Освен това лютивите храни задържат развитието на бактериите. Предполага се, без да е научно доказано, че се използват такива храни в страни, които са подложени на развитието на бактерии вследствие на климатичните условия и по този начин се намалява въздействието им върху хората.

## Съхранение на хранителните продукти
Погледнато в исторически план, човечеството е изправено пред вечен проблем за съхранението на придобитата храна за продължителен период, който е решен чрез различни способи за съхранение в зависимост от вида на суровините и изделията. Такива са:
- Осоляване;
- Консервиране в различни видове съдове като буркани или метални (калайдисани) съдове;
- Сушене;
- Опушване;
- Лиофилизация – използва се иза приготвяне на космическа храна;
- Замразяване;
- Пастьоризация.

## Подготовка на храната за потребление
В зависимост от народните обичаи, качеството на изделията и личните предпочитания храната може да се потребява сурова (като плодове и зеленчуци) или подлага на топлинна, механична и/или химическа обработка.
Според степента на обработеност и готовност за непосредствено потребление храните се делят на: суровини, полуфабрикати и крайни изделия.

### Топлинна обработка на храната
- Сушене, освен вид обработка на суровините за привеждане във вид, позволяващ непосредствено потребление, то е и способ са съхранението на хранат за продължителен период (вж. по-горе).
- Печене
- Бланширане
- Пържене
- Готвене на пара
- Задушаване
- Варене
  - Поширането е разновидност на варенето, при което варенето се извършва при температура от около 80 градуса, при което водата не кипва.
- Молекулярна кухня и други

### Механична обработка на храната

#### Смути
Напитка (от английската дума smoothie, от прилагателното smooth, което употребено за храна означава „гладък, мек, приятен на досег с езика“) получена от цели плодове, поради което тя е по-гъста от плодовия сок, получен при изцеждане на плода.

### Химическа обработка на храната
Примери за такава обработка са прибавянето на набухватели при приготвянаето на печива, смесването с вода за приготвянето на теста, осоляването на риба.

### Диети
В зависимост от различни здравословни, религиозни, културни, естетически и други причини хората използват храната при определени условия:
- Средиземноморска диета: при този начин на хранене се препоръчва консумацията само на натурални храни. Протеините представляват 10% от храната, мазнините (растително олио, зехтин и маслини) – 30%, нерафинирани въглехидрати (пълнозърнести храни и зърнени храни) – 60%. Зеленчуци трябва да се консумират ежедневно и те трябва да са пресни. Като правило, от корена до масата на консуматора не трябва да са минали повече от 72 часа. Счита се, че този начин на хранене е най-здравословен и намалява до минимум опасността от сърдечно-съдови заболявания, Алцхаймер и други.[20]
- Религиозни и културни диети: много общности свързват хранителните си навици с различни табута в храненето.
- Здравни диети:
- Диети за отслабване: